# L'Officiel de la couture et de la mode de Paris
 (avril 2013).
L'Officiel est un magazine de mode français fondé à Paris en 1921. Le nom complet du magazine est L'Officiel de la couture et de la mode de Paris. Il s'adresse aux femmes dans la catégorie de revenus supérieurs, dans la tranche d'âge de 25 à 49 ans.

## Historique
En 1921, Max Brunhes crée L'Officiel de la couture et de la mode de Paris pour Andrée Castanié, qui en assurera la direction générale jusqu'à sa mort. À la fin des années 1920, le magazine est publié en trois langues : français, anglais et espagnol. Georges Jalou rejoint le magazine en 1932 comme directeur artistique, puis devient directeur de celui-ci et finit par racheter le magazine trente ans plus tard. Après la Guerre, l'éditeur était Éditions Veuve E. Max Brunhes.
Le magazine utilise des photographes dès les années 1920 pour réaliser des séries de mode qui présentent les dernières tendances. Dès 1933 les photographies couleur font leur apparition dans les pages de L'Officiel. 
Durant la Seconde Guerre mondiale, le magazine qui continue de paraître avec une pagination réduite s'attire les foudres de l'occupant en publiant des couvertures aux couleurs du drapeau français. Pendant ce temps, Andrée Castanié cache des aviateurs américains à son domicile.
L'héritage de L'Officiel est marqué par la contribution de grandes plumes comme Colette et Jean Cocteau, sans oublier l'illustrateur René Gruau qui collabore très régulièrement avec le magazine à partir des années 1940. 
Le retour de la haute couture dans les années 1950 en fait un nouvel âge d'or pour L'Officiel qui est alors considéré comme le magazine le plus influent de la mode.
Dans les années 1960, L'Officiel est un des premiers magazines à publier les photos de Patrick Demarchelier. 
En 1986, Georges Jalou transmet la propriété du magazine à ses trois enfants : Laurent devient président des Éditions Jalou, Marie-José Susskind-Jalou, rédactrice en chef dès les années 1980 prend la direction éditoriale et Maxime celle de la publication. Après la mort de Laurent en janvier 2003, sa sœur Marie-José devient présidente des Éditions Jalou.
En 2021, le magazine fête ses 100 ans avec le numéro de septembre.

## Développement et internationalisation
Dans les années 1980, L’Officiel est le premier magazine français à voir le jour en Chine. Aujourd’hui, le magazine et ses satellites disposent de 30 éditions étrangères dans 20 pays.
Au fil du temps, de nouveaux titres sont venus compléter le patrimoine de L’Officiel : L’Officiel 1000 modèles, L’Officiel Chirurgie et Médecine esthétique ou encore L’Officiel Voyage.
En 2005, le magazine relance son édition masculine L’Officiel Hommes, trimestriel réalisé par un styliste et non par un journaliste. 
En mars 2012, Les Éditions Jalou lancent L'Officiel Art, trimestriel d’art contemporain dirigé par Jérôme Sans. Vincent Darré rejoint l'équipe de L'Officiel en 2013.